# 久野雅弘
久野 雅弘（ひさの まさひろ、1988年12月7日 - ）は、日本の俳優。舞夢プロ所属。

## プロフィール
- 身長：161cm
- 体重：45kg
- サイズ：バスト/81cm
- ウェスト/64cm
- ヒップ/84cm
- シューズ/25.5cm
- 趣味：読書/ギター
- 資格：書道初段/情報処理検定2級

## 出演

### テレビドラマ
- 少年H（CX、1999年） - 妹尾肇 役
- 学校の怪談 春の呪いスペシャル《ドロップ》（CX、2000年） - 雅也 役
- 水戸黄門 第28部（TBS、2000年） - 太郎吉 役
- オカン（YTV、2000年） - 北村紀夫 役
- 浪花少年探偵団 第7回（NHK、2000年） - こうへい 役
- 土曜ワイド劇場 眼科医 小室瞳の推理カルテ（ABC、2001年） - 稲本隆一 役
- 愛と青春の宝塚（CX、2002年） - オサム少年 役
- 水戸黄門 第31部（TBS、2003年） - 杉江新吾 役
- パパトールドミー 第11回（NHK、2003年） - 朝陽 役
- 天切り松 闇がたり（KTV、2004年） - 杉田松蔵（少年時代）役
- 命の奇跡（CBC、2006年） - 杉原博司 役（少年時代）
- フルスイング（NHK、2008年） - 森和人 役
- ブラッディ・マンデイ（TBS、2008年） - 立川英 役
- 怨み屋本舗スペシャル2〜マインドコントロールの罠〜（TX、2009年） - 門脇翔太（ジャスパー） 役
- 執事喫茶にお帰りなさいませ 第4話（MBS、2009年） - 鼓太郎 役
- わたしが子どもだったころ（NHK、2009年） - 押井守 役
- 14歳 〜千原ジュニア たった1人の闘い〜（TX、2009年） - ヒロシ 役
- 蛇のひと（WOWOW、2010年） - 今西和雄 役
- カーネーション（NHK、2011年） - 佐藤平吉 役
- 放課後はミステリーとともに 4回表/裏（TBS、2012年） - 山浦和也 役
- 夫婦善哉（NHK、2013年） - 信一 役
- 新・刑事吉永誠一 第1話（TX、2014年） - 木原勇作 役
- すべてがFになる 第1話・2話（CX、2014年） - 増田潤 役
- 吉原裏同心（2016年） - 孝之助
- 広告会社、男子寮のおかずくん（2019年1月15日 - 3月19日、tvk） - 荒木一郎 役
- ナンバMG5（2022年4月13日 - 、フジテレビ）- 野川トオル 役
- 風間公親-教場0- 第5話（2023年5月8日、フジテレビ） - 三島 役

### 映画
- 本日またまた休診なり（2000年、松竹、山城新伍監督） - 主人公・太市の少年時代
- ごめん（2002年、読売テレビ他製作、冨樫森監督） - 主演“セイ”こと七尾聖市役
- 蟬しぐれ（2005年、黒土三男監督） - 少年時代の小和田逸平 (主人公・牧文四郎の親友 役※少年期と青年期の二世代構成のうちの第一世代）
- 歌謡曲だよ人生は〜女のみち〜（2007年、三原光尋監督） - 主人公・野原正治 役
- かぞくのひけつ（2007年、小林聖太郎監督） - 主人公・島村賢治 役
- コドモのコドモ（2008年、荻生田宏治監督）
- 大阪ハムレット（2009年、光石富士朗監督） - 久保政司訳
- 完全なる飼育 〜メイド、for you〜（2010年、深作健太監督） - 立石昇 役
- 時をかける少女（2010年、谷口正晃監督） - 映画研究会 助監督 役 (友情出演)

### CM
- エスフーズ「こてっちゃん」（1999年）
- 資生堂1分CM「バカ姉弟」（2004年、金子文紀監督）
- 連続深夜ドラマ「一番大切なデート」番宣CM（2004年）
- ソフトバンクモバイル「ホワイト学割 〜校長篇〜」（2008年）

### ラジオ
- NHK FMシアター 青春アドベンチャー「バードケージ 一億円を使いきれ!」（2008年） - 藤井 役
- J-wave「KINOSHITA-KOUMUTEN BRAVO! BRAVO!」『大阪ハムレット』（2009年） - 番宣ゲスト出演

### 舞台
- RUN&GUN Stage#3 「僕等のチカラで世界があと何回救えたか」（2010年、脚本：高羽 彩　演出：青木 豪） - 竹野原 役

## 受賞歴
- 映画「ごめん」(冨樫森監督)
  - 第24回ヨコハマ映画祭・最優秀新人賞[1]
  - ニフティ映画大賞・新人賞受賞（2002年）
- 映画「かぞくのひけつ」(小林聖太郎監督)
  - 日本映画監督協会・最優秀新人賞受賞作品（2007年）